# Robert Sycz
Robert Sycz (* 15. November 1973 in Warschau) ist ein polnischer Ruderer.
Sycz nahm erstmals in Atlanta an den Olympischen Sommerspielen 1996 teil. Bei der erstmaligen Austragung des Leichtgewichts-Doppelzweiers erreichte er mit Grzegorz Wdowiak den siebten Platz. Vier Jahre später bei den Olympischen Sommerspielen 2000 in Sydney gewann er zusammen mit Tomasz Kucharski in derselben Bootsklasse die Goldmedaille. Bei den Olympischen Sommerspielen 2004 in Athen wiederholte er mit Kucharski diesen Erfolg und gewann eine zweite Goldmedaille.
Sycz startete im Jahr 1992 bei den damals inoffiziellen U23-Weltmeisterschaften Nations Cup international für sein Land und beendete seine Karriere nach den Ruder-Weltmeisterschaften 2011. Neben den beiden Olympiasiegen gewann er im Leichtgewichts-Doppelzweier sechs Medaillen bei Ruder-Weltmeisterschaften, darunter zwei Goldene in den Jahren 1997 und 1998. Sycz startete für den Verein Bydgostia Bydgoszcz.